# Абдулла-паша Кёпрюлю
Абдулла-паша Кепрюлю (тур. Köprülü Abdullah Paşa, алб. Abdullah pashë Kypriljoti; 1684 — 19 июня 1735) — османский военный и государственный деятель, один из командующих турецкой армии в двух войнах с Персией (1722—1727, 1730—1735).

## Биография
Представитель влиятельной и могущественной турецкой семьи Кепрюлю, которая вела своё происхождение из Албании. Сын великого визиря Фазыл Мустафы-паши Кёпрюлю, внук великого визиря Кёпрюлю Мехмед-паши и младший брат великого визиря Нуман-паши Кёпрюлю. Первоначально занимал должность нишанджы, а в правление султана Ахмеда III дослужился до чина генерала. В 1716 году Абдулла-паша был назначен пашой Измира.
Абдулла-паша Кепрюлю занимал должности губернатора санджака Ханья (1702/1703 — 1705/1706, 1710—1712), санджака Сакыз (1715/1706 — 1707), санджака Сивас (1707—1709), эялета Трабзон (1709—1710), санджака Эгрипоса (1710), эялета Мосул (1712—1715), эялета Айдын (1715—1716), санджака Иерусалим (1716), санджака Хамид (1716), эялета Дамаск (1717—1718), эялета Диарбекир (1718—1720), эялета Эрзурум (1720—1723), санджака Ван (1723—1724/1725) и эялета Ван (1724/1725 — 1726/1727).
Находясь в эялете Ван, Абдулла-паша Кепрюлю был назначен командующим османскими войсками во время Турецко-персидской войны (1723—1727). В 1723 году персидский шах Тахмасп II из династии Сефевидов заключил мирный договор с Россией, уступив последней некоторые свои кавказские и прикаспийские провинции. Османская империя выступила против русско-персидского соглашения и вторглась в персидские владения. Турки-османы захватили Нахичевань, Меренд, Ардебиль, Тебриз и Карабах. Абдулла-паша Кепрюлю был назначен губернатором новообразованного эялета Тебриз (1724/1725).
После войны с Персией Абдулла-паша Кепрюлю занимал должности губернатора эялета Сидон (1726/1727 — 1728), санджака Кандия (1728—1729, 1731—1732), эялета Египет (1729—1731), санджака Бендеры (1732—1733) и санджака Конья (1733—1734/1735).
В 1735 году Абдулла-паша Кепрюлю командовал османской армией в битве с иранской армией под командованием Надир-шаха в битве при Егварде в Армении. Несмотря на первоначальный успех и численное превосходство турок-османов, Абдулла-паша Кепрелю потерпел поражение от Надир-шаха. В этом сражении погибли многие видные османские военачальники, в том числе и сам Абдулла-паша Кепрюлю.

## Семья
В 1700 году Абдулла-паша Кепрюлю женился на Зубейде-ханым (ум. 1731), дочери шейх аль-ислама Османской империи Сеида Фейзуллаха-эфенди. Супруги имели в браке 15 детей (7 сыновей и 8 дочерей).